# Earth Seeker
Earth Seeker es un videojuego de rol creado por la compañía japonesa Crafts & Meister con sede en Osaka, Japón, y fundada por antiguos miembros de Capcom, y publicado por otra compañía japonesa llamada Kadokawa Games para la videoconsola Wii.
Se espera su fecha de lanzamiento en 2011 para Japón, sin confirmación de otros territorios.

## Argumento
Se ambientará en una visión postapocalíptica de La Tierra, donde toda la humanidad superviviente escapa en una nave espacial, pero ésta se estrella en otro planeta y su carga se esparce por toda su superficie. El sistema de la nave está programado para recrear el ecosistema terrestre en el nuevo planeta, pero tras el accidente se avería y ahora crea plantas y animales anómalos.
La acción comenzará 1000 años después de este accidente, donde ahora el ordenador está creando componentes tóxicos que son lanzados a la atmósfera. El protagonista deberá descubrir por qué sucede esto, e impedirlo.
El jugador deberá colaborar con algunas de las especies originarias del planeta, que son aficionadas a las bebidas alcohólicas que los humanos han traído con ellos pese a su rencor natural hacia los humanos, por el accidente, y por la ocupación de su planeta.

## localización en América
Aunque no hay noticias oficiales de la localización fuera de Japón, XSEED Games ha expresado su interés en traducir y distribuir el título en América del Norte.
Aksys Games ha comentado mediante la Revista Nintendo Power que le gustaría trabajar en la Localización Americana de este juego junto con Namco.